# 怪鳥ディセンバー
「怪鳥ディセンバー」（かいちょうディセンバー）は、ザ・クロマニヨンズの楽曲である。

## 解説
「怪鳥ディセンバー」はザ・クロマニヨンズの13thアルバム『PUNCH』の2曲目に収録された。
| スタブアイコン | サブスタブ | この項目は、まだ閲覧者の調べものの参照としては役立たない、シングルに関連した書きかけの項目です。この項目を加筆・訂正などしてくださる協力者を求めています（P:音楽/PJ:楽曲）。 |